# Ichika Osaki
Ichika Osaki (尾碕 真花 Osaki Ichika?) (Kochi, Japón; 2 de diciembre del 2000) es una actriz japonesa conocida por su rol de Asuna la guerrera Ryūsoul Pink en la serie Super Sentai N°43 Kishiryū Sentai Ryūsoulger.

## Biografía y carrera
冬
キャナメ

## Filmografía

### Drama TV
| Año  | Título                         | Rol                | Red               | Nota              | Ref.  |
| ---- | ------------------------------ | ------------------ | ----------------- | ----------------- | ----- |
| 2016 | Taxi Driver's Mystery Diary 39 | Erika Shimamoto    | TV Asahi          |                   |       |
| 2018 | The Shelter 2                  | Reina Fujishima    | Fuji TV, Tokai TV |                   |       |
| 2018 | Kamen Rider Zi-O               | Mika               | TV Asahi          | Episodios 13 y 14 |       |
| 2019 | Kishiryū Sentai Ryūsoulger     | Asuna/Ryūsoul Pink | TV Asahi          |                   | [ 1 ] |
| 2022 | Yokai Housemate                | Mei Shiratori      | TV Asahi          | Temporada 2       | [ 2 ] |
| 2022 | The 13 Lords of the Shogun     | Aki                | NHK               | Taiga drama       | [ 3 ] |

### Película
| Año  | Título                                                           | Rol                | Nota | Ref.  |
| ---- | ---------------------------------------------------------------- | ------------------ | ---- | ----- |
| 2018 | Chihayafuru Part 3                                               | Sae                |      |       |
| 2019 | Kishiryu Sentai Ryusoulger the Movie: Time Slip! Dinosaur Panic  | Asuna/Ryūsoul Pink |      |       |
| 2019 | Blood Friends                                                    |                    |      | [ 4 ] |
| 2020 | Kishiryu Sentai Ryusoulger VS Lupinranger VS Patranger the Movie | Asuna/Ryūsoul Pink |      |       |
| 2021 | Mashin Sentai Kiramager VS Ryusoulger                            | Asuna/Ryūsoul Pink |      |       |
| 2022 | Yokai Housemate: Is He Prince Charming?                          | Mei Shiratori      |      | [ 2 ] |